# N-esqueleto

Este grafo es el 1-esqueleto del hipercubo.

En matemática, particularmente en topología algebraica, el n-esqueleto de un espacio topológico X presentado como un complejo simplicial (resp. CW-complejo) se refiere a un subespacio topológico Xn que es la unión de los simpliciales de X (resp. células de X) de dimensiones m ≤ n. En otras palabras, dada una definición inductiva de un complejo, el n-esqueleto se obtiene deteniéndose en el n-ésimo paso.
Estos subespacios incrementan con n. El 0-esqueleto es un espacio discreto, mientras que el 1-esqueleto un grafo topológico. Los esqueletos de un espacio se utilizan en la teoría de la obstrucción, para construir secuencias espectrales por medio de filtraciones, y generalmente para dar argumentos inductivos. Son particularmente interesantes cuando X tiene dimensión infinita, en el sentido que el Xn no se hace constante cuando n → ∞.

## Geometría
En geometría, un k-esqueleto de n-politopo P (funcionalmente representado como squelk(P)) consiste de todos los elementos i-polotipo de dimensión mayor que k.
Por ejemplo:
squel0(cubo) = 8 vértices
squel1(cubo) = 8 vértices, 12 aristas
squel2(cubo) = 8 vértices, 12 aristas, 6 caras cuadradas